# Ninety Years Without Slumbering
"Nintey Years Without Slumbering" is een aflevering van de Amerikaanse televisieserie The Twilight Zone. Het scenario werd geschreven door Richard de Roy, gebaseerd op een ouder scenario van George Clayton Johnson.

## Plot

### Opening
Rod Serling stelt de kijker voor aan Sam Forstmann. Hij vertelt hoe mensen altijd de tijd meten: sommigen doen dit met plezier, anderen met angst. Sam behoort tot die tweede groep. Hij houdt de tijd sterk in de gaten op zijn grootvaders antieke klok. Een klok die voor hem een speciale waarde heeft.

### Verhaal
Sam Forstmann, een oude man, is ervan overtuigd dat hij zal sterven wanneer zijn grootvaders klok, een antieke comtoise, stil komt te staan. Daarom besteedt hij elke dag veel tijd aan het onderhouden van de klok, tot ergernis van zijn familie.
Op aandringen van zijn familie bezoekt Sam een psychiater. Die adviseert hem de klok te verkopen om zo van zijn obsessie af te komen. Sam verkoopt de klok, maar biedt de nieuwe eigenaars aan de klok voor hen te blijven onderhouden.
Twee weken later gaan de nieuwe eigenaars van de klok op vakantie. Uitgerekend het weekend dat ze weg zijn moet de klok weer worden opgewonden, maar Sam kan het huis niet in om dit te doen. Hij kan enkel van achter het raam kijk hoe de klok langzaam tot stilstand komt. De klok stopt en Sam moet nu gedwongen zijn angst voor de dood onder ogen zien. Hij slaagt erin zich los te scheuren van zijn jarenlange obsessie en houdt op te geloven in “de macht” van de klok. Derhalve blijf hij in leven.

### Slot
In zijn slotdialoog vertelt Rod Serling de kijker dat de mens weliswaar klokken maakt, maar dat tijd een creatie is van God. Geen mens ter wereld kan zijn eigen tijd verlengen met behulp van een klok. Het enige wat de mens kan doen is de tijd die hij heeft optimaal benutten. Zowel in zijn eigen wereld, als in de Twilight Zone.

## Rolverdeling
- Ed Wynn: Sam Forstmann
- Carolyn Kearney: Marnie Kirk
- James Callahan: Doug Kirk
- William Sargent: Dr. Mel Avery
- Carol Byron: Carol Chase
- Dick Wilson: verhuizer nr. 1
- Chuck Hicks: verhuizer nr. 2
- John Pickard: politieagent.

## Achtergrond
De titel van deze aflevering is afkomstig uit het lied My Grandfather's Clock. Dit nummer gaat zelf over een antieke klok die stil komt te staan op de dag dat zijn oude eigenaar overlijdt.
Deze aflevering staat op volume 21 van de dvd-reeks.